# Албрехт I (Майсен)
Вижте пояснителната страница за други личности с името Албрехт I.
Албрехт I Горди (на немски: Albrecht I, der Stolze; * 1158; † 24 юни 1195, Круменхенерсдорф) от род Ветини, е маркграф на Майсен от 1190 до 1195 г.

## Произход и младост
Той е най-големият син и наследник на маркграф Ото II Богатия († 1190) и съпругата му Хедвиг фон Бранденбург (1140 – 1203), дъщеря на маркграф Албрехт I Мечката (1100 – 1170) от Бранденбург от фамилията Аскани. Сестра му Аделхайд (1160 – 1211) се омъжва през 1178 г. за Отокар I, крал на Бохемия.
През 1186 г. Албрехт се жени в Аусиг за София, дъщеря на херцог Фридрих от Бохемия от род Пршемисловци.
По желание на майка му баща му поставя за свой наследник на маркграфството по-малкия си син Дитрих (1162 – 1221). Албрехт го затваря заради това през 1188 г., трябва да го освободи обаче отново по заповед на Фридрих I Барбароса и го последва на трона в Майсен през 1190 г.

## Управление
Албрехт придружава император Хайнрих VI до Италия, но скоро се връща обратно, за да защитава земите си от върналия се от Палестина брат, на когото помага тъста му Херман I от Тюрингия.
През 1191 г. двамата братя започват борба за бащиното наследство. При Ревенинген Албрехт е победен и преоблечен като монах бяга до Лайпциг. Той отива при императора в Италия, но не успява да получи помощта му.
Албрехт умира внезапно на 24 юни 1195 г. по пътя от Фрайберг за Майсен в Круменхенерсдорф. Предполага се, че е отровен. Албрехт е погребан в църквата на манастир Алтцела, домашният манастир на Ветините. Неговата гробна плоча е запазена и се намира отново в цървата до неговите родители, основателката на манастира Хедвиг и Ото Богатия.
Император Хайнрих VI си присвоява Майсен и неговите богати мини.